# 충무공로
충무공로(Chungmugong-ro)는 전라남도 순천시 해룡면 성산리 해룡 교차로와 경상남도 사천시 곤명면 봉계리 봉계2교를 잇는 도로이다. 도로명은 도로 구간이 지나는 지역에 충무공 이순신의 역사적인 전투지가 있는 점을 고려하여 명명된 것이다.

## 연혁
- 2004년 9월 13일 : 광양시 국도대체우회도로 중 월전 ~ 세풍간 도로(순천시 해룡면 월전리 ~ 광양시 광양읍 세풍리) 5.8 km 구간을 자동차 전용도로로 지정[1]
- 2006년 12월 27일 : 광양시 광양읍 세풍리 ~ 성황동 9.28 km 구간을 자동차 전용도로로 지정[2]
- 2007년 3월 6일 : 광양시 광양읍 세풍리 세풍 분기점 ~ 순천시 해룡면 신대리 신대 분기점 3.0 km 구간 확장 개통[3]
- 2012년 1월 18일 : 신대 교차로 ~ 세풍 교차로(순천시 해룡면 신대리 ~ 광양시 광양읍 세풍리) 3.55 km 구간 임시 개통[4]
- 2012년 1월 20일 : 신대 교차로(순천시 해룡면 신대리) 임시 개통[5]
- 2012년 4월 12일 : 신대 교차로 ~ 세풍 교차로(순천시 해룡면 신대리 ~ 광양시 광양읍 세풍리) 3.55 km 구간 확장 개통[6][7]
- 2017년 9월 29일 : 진상 ~ 하동간 도로 1공구(전라남도 광양시 진월면 마룡리 ~ 경상남도 하동군 하동읍 목도리) 7.08 km 구간 확장 개통, 기존 전라남도 광양시 진월면 마룡리 ~ 경상남도 하동군 하동읍 광평리 12.87 km 구간 폐지[8]
- 2018년 9월 21일 : 하동군 북천면에서 추진중인 코스모스 축제기간 차량의 원활한 소통을 위해 10월 7일까지 하동 ~ 완사간 도로(하동군 북천면 방화리 ~ 옥정리) 4.1 km 구간 임시 개통[9]
- 2018년 12월 13일 : 광양시 성황동 ~ 진월면 마룡리 7.81 km 구간을 자동차 전용도로로 지정[10]
- 2018년 12월 28일 : 하동 ~ 적량간 도로 2공구 및 하동 ~ 완사간 도로 1공구(하동군 하동읍 목도리 ~ 북천면 옥정리) 16.2 km 구간 확장 개통[11], 기존 하동군 하동읍 광평리 ~ 북천면 옥정리 24.92 km 구간 폐지[12]
- 2019년 1월 30일 : 하동 ~ 완사간 도로 2공구(하동군 북천면 옥정리 ~ 사천면 곤명면 봉계리) 3.6 km 구간 확장 개통[13], 기존 구간 폐지[14]
- 2019년 3월 28일 : 세풍 ~ 중군간 도로(광양시 광양읍 세풍리 ~ 성황동) 9.28 km 구간 확장 개통, 기존 순천시 조례동 상비 교차로 ~ 광양시 성황동 15.0 km 구간 폐지[15]
- 2019년 12월 19일 : 중군 ~ 진정간 도로(광양시 성황동 ~ 진월면 마룡리) 7.81 km 구간 확장 개통, 기존 17.7 km 구간 폐지[16]
- 2020년 9월 18일 : 2개 이상 시·도에 걸쳐 있는 도로로 충무공로를 고시[17]

## 주요 경유지
전라남도
- 순천시 해룡면 - 광양시 (광양읍 · 황금동 · 황길동 · 성황동 · 옥곡면 · 진월면)

경상남도
- 하동군 (하동읍 · 고전면 · 적량면 · 횡천면 · 적량면 · 횡천면 · 북천면) - 사천시

## 노선
- (■): 자동차 전용도로 구간

| 이름                             | 접속 노선                                                   | 소재지                                                | 소재지                                   | 비고                                                          |
| 엑스포대로와 직결                | 엑스포대로와 직결                                           | 엑스포대로와 직결                                     | 엑스포대로와 직결                        | 엑스포대로와 직결                                             |
| -------------------------------- | ----------------------------------------------------------- | ----------------------------------------------------- | ---------------------------------------- | ------------------------------------------------------------- |
| 해룡 교차로 (해룡 나들목)        | 10호선 남해고속도로 여순로                                  | 순천시                                                | 해룡면                                   | 국도 제17호선 구간 국가지원지방도 제22호선 구간               |
| 성산교                           |                                                             | 순천시                                                | 해룡면                                   | 국도 제17호선 구간 국가지원지방도 제22호선 구간               |
| 매안 교차로                      | 지방도 제863호선 (해광로)                                   | 순천시                                                | 해룡면                                   | 국도 제17호선 구간 국가지원지방도 제22호선 구간               |
| 매안교 신대교                    |                                                             | 순천시                                                | 해룡면                                   | 국도 제17호선 구간 국가지원지방도 제22호선 구간               |
| 신대 교차로                      | 국도 제2호선 국도 제17호선 국가지원지방도 제22호선 (무평로) | 순천시                                                | 해룡면                                   | 국도 제17호선 구간 국가지원지방도 제22호선 구간               |
| 신대 교차로                      | 국도 제2호선 국도 제17호선 국가지원지방도 제22호선 (무평로) | 순천시                                                | 해룡면                                   | 국도 제2호선 구간                                             |
| 세승 교차로 (세승교) (세풍1교)   | 인덕로                                                      | 순천시                                                | 해룡면                                   |                                                               |
| 세승 교차로 (세승교) (세풍1교)   | 인덕로                                                      | 광양시                                                | 광양읍                                   |                                                               |
| 세풍2교 세풍3교                  |                                                             | 광양시                                                | 광양읍                                   |                                                               |
| 세풍 교차로 (세풍1육교)          | 광양항전용1로                                               | 광양시                                                | 광양읍                                   |                                                               |
| 세풍대교 초남1교 초남2교 초남3교 |                                                             | 광양시                                                | 광양읍                                   |                                                               |
| 초남터널                         |                                                             | 광양시                                                | 광양읍                                   | 국도 제2호선 구간 연장 약 260m                                |
| 초남 교차로                      | 지방도 제865호선 (제철로)                                   | 광양시                                                | 골약동                                   | 국도 제2호선 구간                                             |
| 황금터널                         |                                                             | 광양시                                                | 골약동                                   | 국도 제2호선 구간 사천 방향 연장 740m 순천 방향 연장 710m     |
| 황길터널                         |                                                             | 광양시                                                | 골약동                                   | 국도 제2호선 구간 사천 방향 연장 1,075m 순천 방향 연장 1,086m |
| 성황터널                         |                                                             | 광양시                                                | 골약동                                   | 국도 제2호선 구간 사천 방향 연장 1,645m 순천 방향 연장 1,681m |
| 성황본교                         |                                                             | 광양시                                                | 골약동                                   | 국도 제2호선 구간                                             |
| 성황 교차로                      | 백운로 옥정로                                               | 광양시                                                | 골약동                                   | 국도 제2호선 구간                                             |
| 정산지하차도                     |                                                             | 광양시                                                | 골약동                                   | 국도 제2호선 구간                                             |
| 정산교 정산천1교                 |                                                             | 광양시                                                | 골약동                                   | 국도 제2호선 구간                                             |
| 중군터널                         |                                                             | 광양시                                                | 골약동                                   | 국도 제2호선 구간 연장 3,490m                                 |
| 중군터널                         | 옥곡면                                                      | 광양시                                                |                                          | 국도 제2호선 구간 연장 3,490m                                 |
| 신금1교 신금2교                  |                                                             | 광양시                                                | 국도 제2호선 구간                        |                                                               |
| 신금 교차로 (신금3교)            | 지방도 제861호선 (강변로)                                   | 광양시                                                | 국도 제2호선 구간                        |                                                               |
| 수어천교                         |                                                             | 광양시                                                | 국도 제2호선 구간                        |                                                               |
| 진월면                           |                                                             | 광양시                                                | 국도 제2호선 구간                        |                                                               |
| 마룡교                           |                                                             | 광양시                                                | 국도 제2호선 구간                        |                                                               |
| 마룡 교차로                      | 백운2로                                                     | 광양시                                                | 국도 제2호선 구간                        |                                                               |
| 진월터널                         |                                                             | 광양시                                                | 국도 제2호선 구간 연장 1,559m            |                                                               |
| 진월교                           |                                                             | 광양시                                                | 국도 제2호선 구간                        |                                                               |
| 신구 교차로                      | 지방도 제861호선 (섬진강매화로)                             | 광양시                                                | 국도 제2호선 구간                        |                                                               |
| 송금 교차로                      | 지방도 제861호선 (섬진강매화로)                             | 광양시                                                | 국도 제2호선 구간                        |                                                               |
| 섬진강대교                       |                                                             | 광양시                                                | 국도 제2호선 구간                        |                                                               |
| 하동군                           | 하동읍                                                      |                                                       | 국도 제2호선 구간                        |                                                               |
| 하동군                           | 하동읍                                                      | 하동 교차로                                           | 국도 제19호선 국도 제59호선 (섬진강대로) | 국도 제2, 59호선 구간                                         |
| 하동군                           | 하동읍                                                      | 고전교                                                |                                          | 국도 제2, 59호선 구간                                         |
| 하동군                           | 고전면                                                      |                                                       |                                          | 국도 제2, 59호선 구간                                         |
| 하동군                           | 고전 교차로                                                 | 하동군도 제7호선 (공설운동장로)                       | 적량면                                   | 국도 제2, 59호선 구간                                         |
| 하동군                           | 강선교                                                      |                                                       | 적량면                                   | 국도 제2, 59호선 구간                                         |
| 하동군                           | 고절터널                                                    |                                                       | 적량면                                   | 국도 제2, 59호선 구간 연장 999m                               |
| 하동군                           | 고절터널                                                    | 횡천면                                                |                                          | 국도 제2, 59호선 구간 연장 999m                               |
| 하동군                           | 적량교                                                      |                                                       | 국도 제2, 59호선 구간                    |                                                               |
| 하동군                           | 적량교                                                      | 적량면                                                | 국도 제2, 59호선 구간                    |                                                               |
| 하동군                           | 적량 교차로                                                 | 경서대로                                              | 국도 제2, 59호선 구간                    |                                                               |
| 하동군                           | 동산교                                                      |                                                       | 국도 제2, 59호선 구간                    |                                                               |
| 하동군                           | 횡천면                                                      |                                                       | 국도 제2, 59호선 구간                    |                                                               |
| 하동군                           | 학리교                                                      |                                                       | 국도 제2, 59호선 구간                    |                                                               |
| 하동군                           | 학리1터널                                                   |                                                       | 국도 제2, 59호선 구간 연장 365m          |                                                               |
| 하동군                           | 학리2터널                                                   |                                                       | 국도 제2, 59호선 구간 연장 319m          |                                                               |
| 하동군                           | 횡천 교차로                                                 | 국도 제59호선 지방도 제1003호선 (경서대로) 횡천강변길 | 국도 제2, 59호선 구간                    |                                                               |
| 하동군                           | 횡천교 여의교                                               |                                                       | 국도 제2호선 구간                        |                                                               |
| 하동군                           | 황치산터널                                                  |                                                       | 국도 제2호선 구간 연장 1,490m            |                                                               |
| 하동군                           | 황치산터널                                                  | 북천면                                                | 국도 제2호선 구간 연장 1,490m            |                                                               |
| 하동군                           | 방화교                                                      |                                                       | 국도 제2호선 구간                        |                                                               |
| 하동군                           | 방화사거리                                                  | 국가지원지방도 제58호선 (경서대로)                    | 국도 제2호선 구간                        |                                                               |
| 하동군                           | 사평교                                                      |                                                       | 국도 제2호선 구간                        |                                                               |
| 하동군                           | 직전터널                                                    |                                                       | 국도 제2호선 구간 연장 245m              |                                                               |
| 하동군                           | 직전과선교                                                  |                                                       | 국도 제2호선 구간                        |                                                               |
| 하동군                           | 북천터널                                                    |                                                       | 국도 제2호선 구간 연장 600m              |                                                               |
| 하동군                           | 북천교                                                      |                                                       | 국도 제2호선 구간                        |                                                               |
| 하동군                           | 북천코스모스 교차로                                         | 지방도 제1005호선 (경서대로)                          | 국도 제2호선 구간                        |                                                               |
| 초량교                           |                                                             | 사천시                                                | 국도 제2호선 구간                        | 곤명면                                                        |
| 초량터널                         |                                                             | 사천시                                                | 국도 제2호선 구간 연장 280m              | 곤명면                                                        |
| 봉계1교 봉계2교                  |                                                             | 사천시                                                | 국도 제2호선 구간                        | 곤명면                                                        |
| 경서대로와 직결                  |                                                             |                                                       |                                          |                                                               |

## 주의 사항
- 충무공로는 남해고속도로와 이어주는 자동차 전용도로로 지정되어 있으므로 이로 인해 보행자, 자전거, 손수레, 우마차 등은 통행이 금지되어 있다. 이륜자동차(모터사이클 혹은 오토바이)의 경우는 긴급자동차로 지정된 이륜자동차(싸이카 및 소방용 모터사이클 등)에 한해 통행이 가능하나 그 밖의 이륜자동차와 초소형 전기차, 농기계 등은 통행이 금지되어 있다.